# Balkanski kup (klubovi)
Balkanski kup bio je nogometno klupsko natjecanje, koje se održavalo od 1960. godine do 1994. godine. U tom je razdoblju odigrano ukupno 28 izdanja ovoga natjecanja. Sudionici su bili klubovi iz zemalja Jugoistočne Europe (Albanija, Bugarska, Grčka, Jugoslavija, Rumunjska i Turska).
GNK Dinamo bio je pobjednik 1976. godine, a HNK Rijeka 1978. godine.

## Sustav natjecanja
| Period                 | Sustav natjecanja                                                                           |
| ---------------------- | ------------------------------------------------------------------------------------------- |
| 1960./61.              | Ligaški sustav, jedna skupina.                                                              |
| 1961./63. do 1981./83. | Dvije skupine, a pobjednici skupina igrali su finale.                                       |
| 1983./84.              | Ligaški sustav, jedna skupina.                                                              |
| 1984./85. do 1986.     | Dvostruki kup sustav.                                                                       |
| 1987./88.              | Tri skupine, pobjednici skupina i najbolja drugoplasirana momčad prolazili su u polufinale. |
| 1988./89.              | Dvije skupine, a pobjednici skupina igrali su finale.                                       |
| 1990./91. do 1993./94. | Dvostruki kup sustav.                                                                       |